# Robert Gould Shaw III
Robert Gould Shaw III (1898 -1970) fue el único hijo de Nancy Witcher Langhorne (posteriormente la Vizcondesa Astor) y de su primer marido Robert Gould Shaw II, que era primo del coronel Robert Gould Shaw de Fort Wagner.
El padre biológico de Robert tuvo un papel muy limitado en su vida, ya que su matrimonio con Nancy Langhorne se rompió tras cuatro años. Sus padres se divorciaron en 1903 y un año después, en 1904 viajó con su madre a Inglaterra donde Nancy Langhorne se casó con Waldorf Astor, 2º Vizconde Astor, tuvo otros cinco hijos y se convirtió en la mujer que ocupó un escaño del Parlamento Británico.
Robert sirvió brevemente en el ejército británico, pero su alcoholismo le causó dificultades. En 1931 fue arrestado por homosexualidad y expulsado del ejército.
Debido a las dificultades tuvo tendencias suicidas a lo largo de su vida. Su alcoholismo, el Escándalo Profumo, la muerte de su madre en 1964 y la muerte de su hermanastro el Vizconde William Waldorf Astor, incrementaron sus problemas depresivos.
Finalmente se suicidó en 1970.